# Nicolas Kynaston
Nicolas Kynaston (* 10. Dezember 1941 in Morebath, Devon; † 26. März 2025 in London) war ein britischer Organist.

## Leben
Kynaston wurde als jüngstes von sieben Kindern geboren. Sein Vater war Maler und die Mutter Geigerin. Im Alter von fünfzehn studierte er bei Fernando Germani an der Accademia Musicale Chigiana und später am Konservatorium in Rom. Zurückgekehrt nach England studierte er bei Ralph Downes am Royal College of Music. Mit neunzehn wurde er zum Organisten der Westminster Cathedral ernannt. 1971 verließ er diese Position um sich ganz seiner Konzertkarriere zu widmen. 1966 debütierte er an der Royal Festival Hall. In der Folge konzertierte er im Vereinigten Königreich und in fast allen europäischen Ländern. Weitere Konzertreisen führten ihn in die USA, die Türkei, nach Hongkong, nach Japan und nach Süd-Korea. Er unterrichtete in Oxford und in Cambridge und gab Meisterkurse in den USA, Hongkong und Deutschland. Er wurde als Juror zum Grand Prix de Chartres eingeladen. 1976 wurde er zum Honorary Fellow of the Royal College of Organists ernannt und 1986 zum Präsidenten der Incorporated Association of Organists.

## Tondokumente
- Concerto grosso. Orgelmusik der Postromantik aus Italien. Nicolas Kynaston an der Konzertsaalorgel der Georg-Friedrich-Händel-Halle in Halle an der Saale. IFO Classics.
- Charles-Marie Widor: Symphonie Nr. 8. LP, Mitra, 1984.
- Marcel Dupré: Symphonie Nr. 2 und Evocation. LP, Mitra, 1985.
- Nicolas Kynaston plays Bach organ works at Amorbach. IMP.
- Franz Liszt: Organ Works. Klais-Orgel des Ingolstädter Münsters. Guild.

## Schüler
- Malcolm Archer (* 1952)
- Johannes Geffert (* 1951)
- Gerhard Jentschke (* 1955)
- Johannes Quack (* 1959)
- Jane Parker-Smith (1950–2020)
- Michael Gassmann (* 1966)